# Олдгейт (станция метро)
Олдгейт (англ. Aldgate) — станция лондонского метро в районе города, называемом Лондонский Сити. На станции останавливаются поезда двух линий: Метрополитен и Кольцевой. На Кольцевой линии находится между станциями «Тауэр Хилл» и «Ливерпуль-стрит», а на линии «Метрополитен» является конечной. На этой станции две платформы обслуживаются только поездами Кольцевой линии (всего таких платформ три на всей линии). Станция не рассчитана на инвалидов-колясочников. Относится к первой тарифной зоне.

## История станции
Станция была открыла 18 ноября 1876 года во время продления линии до Тауэр Хилл. Во время Второй мировой войны станция была разрушена.

## Упоминание в литературе
Станция Олдгейт упоминается в одной из историй о Шерлоке Холмсе.

## Иллюстрации

Станция «Олдгейт»
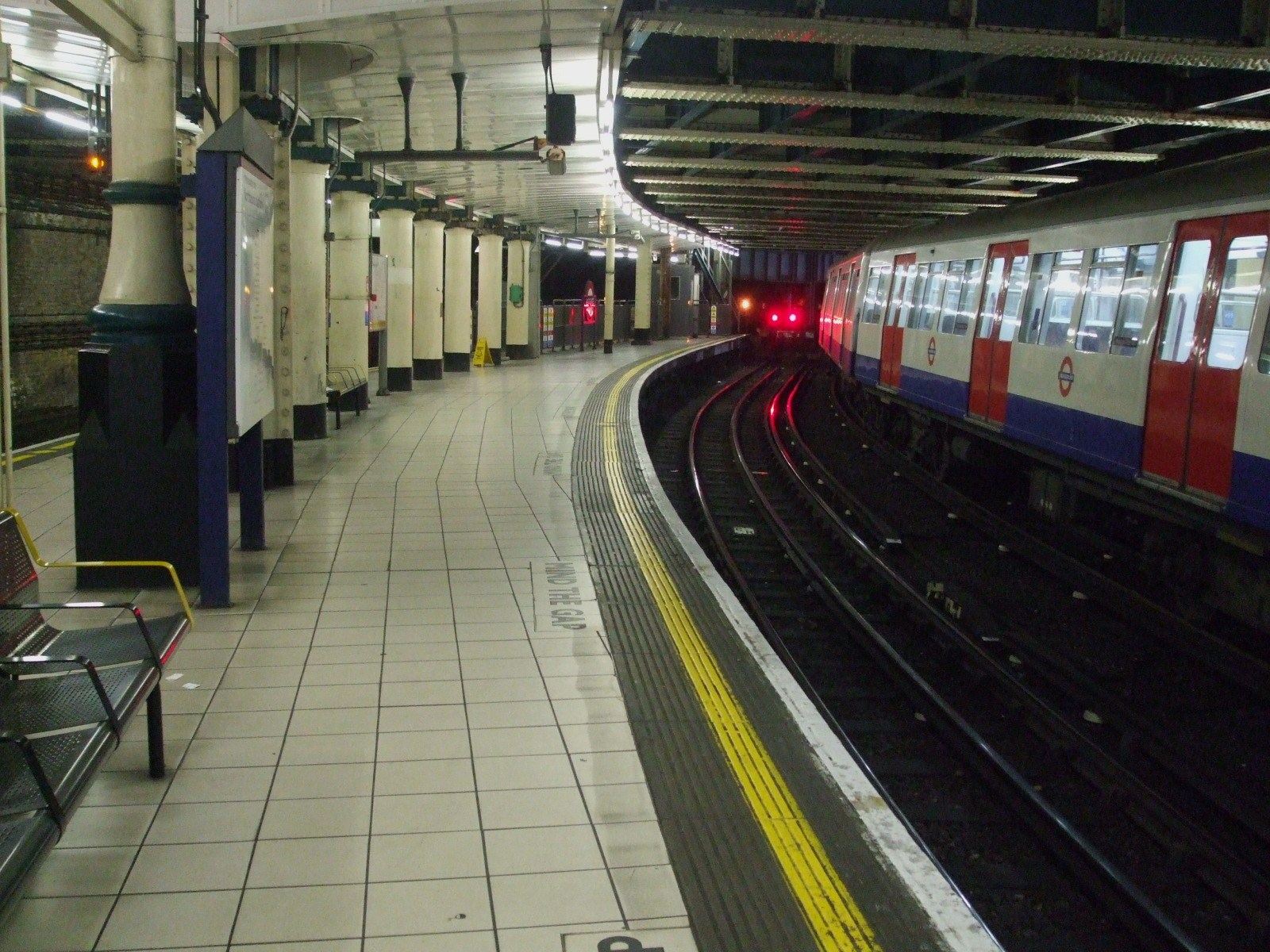
Платформа на линии Метрополитен
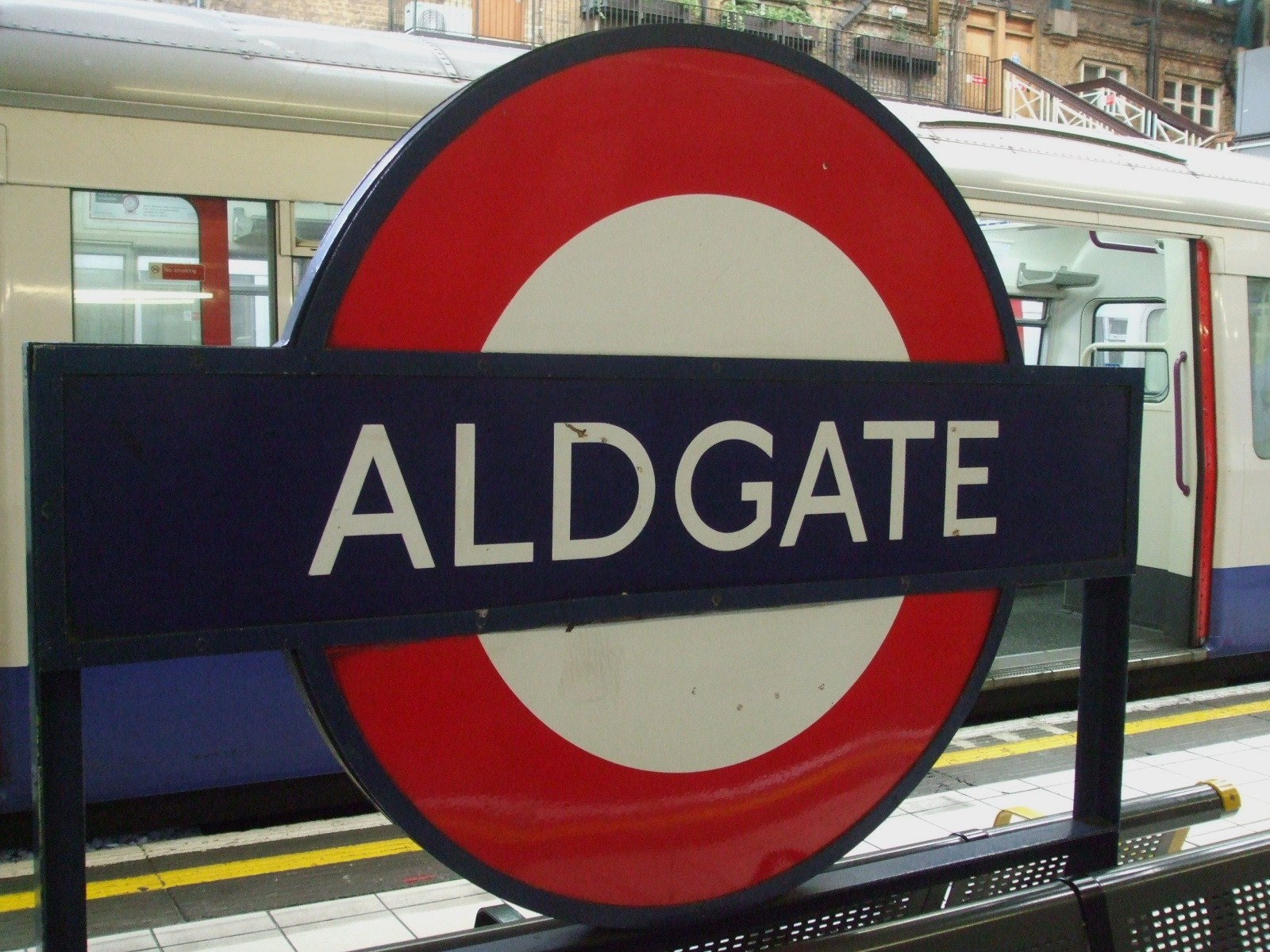
Рондель станции
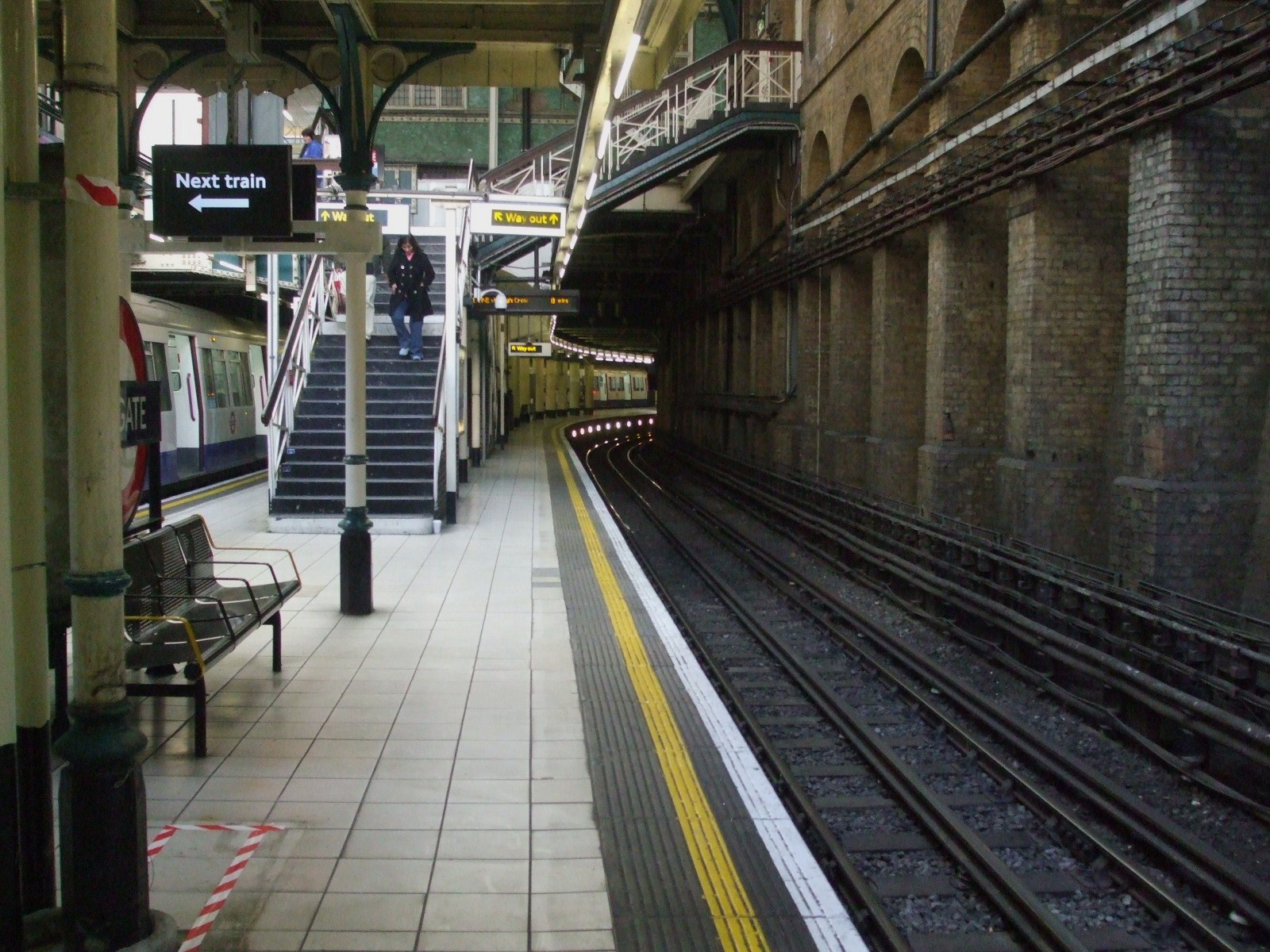
Платформа на Кольцевой линии